# John de Mowbray (4e duc de Norfolk)
Titres
Duc de Norfolk et comte de Nottingham
6 novembre 1461 – 14 janvier 1476
(14 ans, 2 mois et 8 jours)
Comte de Norfolk, baron Segrave (en) et Mowbray
6 novembre 1461 – 14 janvier 1476
(14 ans, 2 mois et 8 jours)
Comte de Surrey et de Warenne
24 mars 1451 – 14 janvier 1476
(24 ans, 9 mois et 21 jours)
John de Mowbray, né le 18 octobre 1444 et mort le 14 janvier 1476, 4e duc de Norfolk, est un noble anglais.

## Biographie
Fils et héritier de John de Mowbray, 3e duc de Norfolk et comte de Surrey depuis 1451, il succède à son père en tant que duc de Norfolk en 1461. Il est fait chevalier de l'ordre de la Jarretière en 1472. Il meurt soudainement en 1476.
Marié à Elizabeth Talbot, fille de John Talbot, il est le père d'Anne de Mowbray.